# 機伶獵駒
機伶獵駒（日語：カレンブラックヒル），是日本純種競賽馬匹。生涯活躍於一哩賽事，曾勝出2012年NHK一哩賽。

## 出賽前
2009年2月19日出生於北海道安平町北部牧場，成長途中於拍賣會被馬主鈴木隆司以3570萬日圓購入。
其後交由栗東訓練中心練馬師平田修訓練。

## 競賽生涯

### 3歲
2012年1月21日出戰京都競馬場的3歲新馬戰，於比賽途中一放到底，成功以3馬位的優勢奪得首個分級賽冠軍。
其後出戰條件戰日本辛夷賞，採取先行戰術於第二的位置推進下在第四彎道衝出取得領先，進入直路後保持速度抵擋Nishino B Quick的追擊，最終以1/2馬位優勢奪冠。
4月7日出戰新西蘭盃，比賽初段繼續採用先行戰術，於最後直路率先衝出之下取得優勢，最終繼續保持直路之下成功壓贏第二的Sacred Reve取得首個分級賽冠軍。
5月6日出戰NHK一哩賽，賽前獲得第一人氣。比賽開始後，其因順利出閘而選擇領放，並於比賽途中保持穩定的節奏。進入直路後，其腳程仍未疲倦下成功保持衝刺的速度，最終拋離於中團靠前位置衝出的阿爾菲多 3 1/2馬位取得首個一級賽冠軍，亦爲騎師秋山真一郎及練馬師平田修帶來首個一級賽頭銜。
贏得NHK一哩賽後其並未出戰東京優駿（日本打吡），而是進入放草並於秋季的每日王冠復出。比賽開始後，其採用先行戰術保持於約莫第二、三的位置，進入直路後一舉加速超越前方對手，最終以頸位優勢壓贏同世代的一路通再下一城。
其後出戰秋季天皇賞，雖然於其中以穩定的步伐在先頭部隊中推進，但進入直路後未能進一步加速保持優勢，最終以第五吞下生涯首敗。

### 4歲
2013年以泥地賽事二月錦標作爲首戰，雖然比賽途中成功進佔先頭位置推進，但進入直路後便因泥地適性不足而失速，最終以第十五大敗。
其後出戰讀賣盃，比賽初段一直處於先頭位置逐步奔跑，並保持良好的節奏推進。雖然直路後其因爲被其他馬匹進行盯防，但成功衝出並一度取得領先，可惜於最後關頭被外檔的大賽波士和山嶺之光、及內欄的碧海銀鯊超越，最終以第四完賽。
6月2日出戰安田紀念，比賽初段保持良好節奏於第三的位置順着快步速推進，然而進入直路後未能響應騎師秋山的加速指示，最終失速之下以十四完賽。
完成安田紀念後其進入放草，並於未有出戰任何前哨戰的情況下直走一哩冠軍賽。然而比賽途中其嘗試以居中戰術等待時機但失敗，最終未能於直路衝出之下以包尾第十八大敗。
賽後被發現筋肉有疼痛症狀，因而進入放草和休養。

### 5歲
2014年首戰爲阪急盃，但採取居中戰術的情況下再度未能進一步加速，最終以第十一完賽。
其後出戰打吡公爵挑戰盃，比賽初段因出閘順利而積極搶佔位置領放，並於通過第一彎道後收慢速度墮後保留體力，通過第三彎道時，其再度爆發速度開啟二段加速，最終於直路上成功超越Chaosmos取得暌違1年6個月的冠軍。
然而其後出戰安田紀念，未能發揮水準之下以第九大敗。
入秋後其轉戰中距離戰線出戰產經賞、秋季天皇賞及金鯱賞，但未能回復表現之下分別獲得第七、第九及第五。

### 6歲
2015年首戰爲小倉大賞典，雖然以頂磅58公斤出戰，但於比賽初段仍然選擇積極搶佔位置於第二名推進，進入對面直路後甚至超越前方的鳴門海峽取得領先。進入直路後，其保持速度下繼續衝刺，最終成功抵擋後方Cosmo Thorn Park及順理成章的追擊取得勝利。
但其後於春季餘下時間出戰產經大阪盃及安田紀念均未能掄元，分別以第八及第七完賽。
短暫放草後出戰中京紀念獲得第七，其後出戰富士錦標及一哩冠軍賽分別獲得第八及第十三。
完成一哩冠軍賽後，陣營考慮其近期的表現，決定安排其退役。

### 詳細賽績
| 日期       | 舉辦國家 | 馬場 | 距離   | 級別 | 賽事名稱       | 負重 | 騎師       | 馬號 | 出馬 | 名次 | 時間   | 頭馬（二馬）         |
| ---------- | -------- | ---- | ------ | ---- | -------------- | ---- | ---------- | ---- | ---- | ---- | ------ | -------------------- |
| 21/1/2012  | 日本     | 京都 | 草1600 |      | 3歲新馬        | 56   | 秋山真一郎 | 2    | 16   | 1    | 1:35.3 | （Au Soleil）        |
| 18/2/2012  | 日本     | 京都 | 草1600 |      | 日本辛夷賞     | 56   | 秋山真一郎 | 3    | 14   | 1    | 1:35.8 | （Nishino B Quick）  |
| 7/4/2012   | 日本     | 中山 | 草1600 | GII  | 新西蘭盃       | 56   | 秋山真一郎 | 4    | 16   | 1    | 1:33.2 | （Sacred Reve）      |
| 6/5/2012   | 日本     | 東京 | 草1600 | GI   | NHK一哩賽      | 57   | 秋山真一郎 | 5    | 18   | 1    | 1:34.5 | （阿爾菲多）         |
| 7/10/2012  | 日本     | 東京 | 草1800 | GII  | 每日王冠       | 56   | 秋山真一郎 | 4    | 16   | 1    | 1:45.0 | （一路通）           |
| 28/10/2012 | 日本     | 東京 | 草2000 | GI   | 秋季天皇賞     | 56   | 秋山真一郎 | 16   | 18   | 5    | 1:57.7 | 榮進閃耀             |
| 17/2/2013  | 日本     | 東京 | 泥1600 | GI   | 二月錦標       | 57   | 秋山真一郎 | 11   | 16   | 15   | 1:37.9 | 果釀醇酒             |
| 21/4/2013  | 日本     | 京都 | 草1600 | GII  | 讀賣盃         | 58   | 秋山真一郎 | 9    | 18   | 4    | 1:32.7 | 大賽波士             |
| 2/6/2013   | 日本     | 東京 | 草1600 | GI   | 安田紀念       | 58   | 秋山真一郎 | 1    | 18   | 14   | 1:32.4 | 龍王                 |
| 17/11/2013 | 日本     | 京都 | 草1600 | GI   | 一哩冠軍賽     | 57   | 岩田康誠   | 8    | 18   | 18   | 1:34.5 | 太陽神驥             |
| 2/3/2014   | 日本     | 阪神 | 草1400 | GIII | 阪急盃         | 57   | 秋山真一郎 | 14   | 16   | 11   | 1:22.1 | 李察先生             |
| 6/4//2014  | 日本     | 中山 | 草1600 | GIII | 打吡公爵挑戰盃 | 57.5 | 秋山真一郎 | 2    | 16   | 1    | 1:34.6 | （Chaosmos）         |
| 8/6/2014   | 日本     | 東京 | 草1600 | GI   | 安田紀念       | 58   | 秋山真一郎 | 3    | 17   | 9    | 1:37.9 | 一路通               |
| 28/9/2014  | 日本     | 新潟 | 草2200 | GII  | 產經賞         | 57   | 秋山真一郎 | 4    | 18   | 7    | 2:12.2 | 欣喜之淚             |
| 2/11/2014  | 日本     | 東京 | 草2000 | GI   | 秋季天皇賞     | 58   | 秋山真一郎 | 13   | 18   | 9    | 2:00.0 | 史匹堡               |
| 6/12/2014  | 日本     | 中京 | 草2000 | GII  | 金鯱賞         | 57   | 秋山真一郎 | 10   | 17   | 5    | 1:59.3 | 最後震撼             |
| 22/2/2015  | 日本     | 小倉 | 草1800 | GIII | 小倉大賞典     | 58   | 秋山真一郎 | 6    | 16   | 1    | 1:48.3 | （Cosmo Thorn Park） |
| 5/4/2015   | 日本     | 阪神 | 草2000 | GII  | 產經大阪盃     | 57   | 松山弘平   | 6    | 14   | 8    | 2:04.5 | 命運女神             |
| 7/6/2015   | 日本     | 東京 | 草1600 | GI   | 安田紀念       | 58   | 武豐       | 16   | 17   | 7    | 1:32.5 | 滿樂時               |
| 26/7/2015  | 日本     | 中京 | 草1600 | GIII | 中京紀念       | 58.5 | 秋山真一郎 | 3    | 16   | 7    | 1:33.6 | 獵戶星座             |
| 24/10/2015 | 日本     | 東京 | 草1600 | GIII | 富士錦標       | 58   | 秋山真一郎 | 9    | 16   | 8    | 1:33.3 | 野田金駒             |
| 22/11/2015 | 日本     | 京都 | 草1600 | GI   | 一哩冠軍賽     | 57   | 秋山真一郎 | 11   | 18   | 13   | 1:33.7 | 滿樂時               |

## 退役後
退役後，機伶獵駒成爲了配種馬，於北海道新冠町優駿Stallion Station休養，在2016年進行配種。首批子嗣於2017年出生。首批子嗣可於2019年出賽，7月21日經已有中央的子嗣在新馬戰取勝。

## 血統簡介
父系大和主將爲日本賽駒，生涯活躍於一哩賽事，曾於2007年稱霸春秋一哩賽，於2000米賽事亦有不錯戰績，如曾勝出皋月賞及秋季天皇賞。祖父週日寧靜爲美國三冠賽雙冠馬，退役後在日本配種，其子嗣贏得巨額獎金，連續12年成為日本冠軍種馬。
母系Charleston Harbor爲美國賽駒，生涯六戰全敗。外祖父Grindstone亦爲美國賽駒，生涯戰績優秀，曾勝出肯塔基打吡。

### 血統表
| 父線：週日寧靜系（Halo系）                    |                                  |              |                 |
| 種馬 大和主將 2001年（栗色）                  | 週日寧靜 1986年（棕色）          | Halo         | Hail to Reason  |
| 種馬 大和主將 2001年（栗色）                  | 週日寧靜 1986年（棕色）          | Halo         | Cosmah          |
| 種馬 大和主將 2001年（栗色）                  | 週日寧靜 1986年（棕色）          | Wishing Well | Understanding   |
| 種馬 大和主將 2001年（栗色）                  | 週日寧靜 1986年（棕色）          | Wishing Well | Mountain Flower |
| 種馬 大和主將 2001年（栗色）                  | Scarlet Bouquet 1988年（栗色）   | 北方風味     | 北地舞人        |
| 種馬 大和主將 2001年（栗色）                  | Scarlet Bouquet 1988年（栗色）   | 北方風味     | Lady Victoria   |
| 種馬 大和主將 2001年（栗色）                  | Scarlet Bouquet 1988年（栗色）   | Scarlet Ink  | Crimson Satan   |
| 種馬 大和主將 2001年（栗色）                  | Scarlet Bouquet 1988年（栗色）   | Scarlet Ink  | Consentida      |
| 繁殖雌馬 Charleston Harbor 1998年（棗色）     | Grindstone 1993年（深棗色）      | Unbridled    | Fappiano        |
| 繁殖雌馬 Charleston Harbor 1998年（棗色）     | Grindstone 1993年（深棗色）      | Unbridled    | Gana Facil      |
| 繁殖雌馬 Charleston Harbor 1998年（棗色）     | Grindstone 1993年（深棗色）      | Buzz My Bell | Drone           |
| 繁殖雌馬 Charleston Harbor 1998年（棗色）     | Grindstone 1993年（深棗色）      | Buzz My Bell | Chateaupavia    |
| 繁殖雌馬 Charleston Harbor 1998年（棗色）     | Penny's Valentine 1989年（栗色） | 雷貓         | 雷鳥            |
| 繁殖雌馬 Charleston Harbor 1998年（棗色）     | Penny's Valentine 1989年（栗色） | 雷貓         | Terlingua       |
| 繁殖雌馬 Charleston Harbor 1998年（棗色）     | Penny's Valentine 1989年（栗色） | Mrs Penny    | Great Nephew    |
| 繁殖雌馬 Charleston Harbor 1998年（棗色）     | Penny's Valentine 1989年（栗色） | Mrs Penny    | Tananarive      |
| 雌系：號族：25                                |                                  |              |                 |
| 五代內近親交配：北地舞人 4×5、Le Fabuleux 5×5 |                                  |              |                 |

## 命名由來
名字中，Curren（カレン）是馬主鈴木隆司冠名，出自其千金之名字；Black Hill（ブラックヒル）則是源自尼泊爾山區的一種獵犬，香港結合兩部分，並以前半部音譯、後半部意譯的方式，以「機伶獵駒」作為翻譯。

## 外部連結
- 機伶獵駒 neteiba.com
- 血統表